# フィンガーティップス
「フィンガーティップス」 (Fingertips) は、アメリカ合衆国のシンガーソングライターであるスティーヴィー・ワンダーが1963年に発表した楽曲。スティーヴィー・ワンダーの4枚目のシングルで、アルバム『12歳の天才』に収録され、ともに彼が13歳になる直前に発表された。

## 解説
この曲は、クラレンス・ポールとヘンリー・コスビーによって書かれたものであり、最初は演奏曲として書かれたもので、『ジャズ・ソウル〜スティーヴィー・ワンダー・ファースト・アルバム』に収録された曲であったが、シングル盤として発売されたのはライブ盤であり、モータウンとしても初の試みであった。モータウンの歴史の中でもライブ晩が全米ヒット・チャート№1になったのは後にも先にもこの曲だけである。
新ヴァージョンはキーがGからCにあげられ、スティーヴィーがボンゴやハーモニカの演奏の合間にヴォーカルのアドリブをとるためのパートがつけ加えられていった。この曲は、1961年末のアポロ劇場に出演中のスティーヴィーのステージに組み入れられ、1962年の1年間をかけて改良が加えられていった。ヒットとなったヴァージョンは、シカゴのリーガル・シアターでレコーディングされたモータウン・レヴューからのものだった。
モータウンのMC、ビル・マーレイによる興奮気味の紹介から始まり、観客の声援はまばらながらも、コンガや手拍子が始まり、スティーヴィーが「イェィ……イェィ」と繰り返し、感情を昂揚させてゆく、それからイントロ、スティーヴィーのアドリブ、ドラムスが参加し、スティーヴィーのハーモニカ、彼の後ろでバンド全員が纏まり、ホーンの間を縫ってリズミカルな旋律を演奏する。頂点に達して、スティーヴィーが叫び出す。「さあみんな、Say Yeah!」観客からも同じフレーズが返ってきて、スティーヴィーも続ける。次のコーラスの後、スティーヴィーは歌い出し、ハーモニカ・ソロと手拍子。全バンドがフィナーレのために参加。スティーヴィーは手拍子だけで歌い続け、さらにメリーさんの羊へと移行する。
アーティストの入れ替えの際、次のバンドが「フィンガーティップス」のラストの部分を演奏して締めくくっている。スティーヴィーのパフォーマンスは、彼の若さゆえのやりどころのないエネルギーの融合で、ロックン・ロールそのものであった。
WJBKの特別番組の中でスティーヴィーは、
と語っている。
スティーヴィーが更に語るところによると、
司会が「それではスティーヴィーに拍手を」と叫んだので、次の出演者のベーシストであったモーゼズはステージに上がった。そこへスティーヴィーが戻って来たので、ラリーはどうすればよいのか、分からなくなったのである。
以上のような混乱したステージの様子や、スティーヴィーの若さの爆発はレコードから溢れんばかりである。
この曲は7分近い長いものであったので、モータウンはシングル盤の両面に分けることとなった。B面の「Part1」が曲のメインパートで、A面の「Part2」が延々と続いたアンコールの部分で、バックバンドの会話や、進行スタッフの咳払い入りで、収拾がつかぬ状態でありながらヒットし、ポップチャート、R&Bチャートともに一位を獲得した。
「フィンガーティップスPart2」はまたたくまにブレイクし、スティーヴィーはモータウンの売れっ子メンバーの一員に挙げられるようになった。彼はミュージシャンとしての自分のいる場所をみつけたが、同時に学校教育の義務教育を終えていない少年でもあった。ジュニアハイスクールへ行く時期であったが、ツアー生活を送っているスティーヴィーにとって、毎日学校へ通って勉強をすることは不可能であった。この問題は学期末に持ち上がってきた話であり、彼は夏のうちに解決しなければならなかった。
その結果、モータウンはスティーヴィーをミシガン州ランシングにあるミシガン盲学校に入学させ、スティーヴィーのための学習プログラムが組まれ、ツアー中は学校の指名する家庭教師を同行させることになった。ところが、困ったことに、ランシングはデトロイトよりも150マイル離れており、平常時もスティーヴィーは家にいることができなくなってしまった。スティーヴィーは文字通りの「モータウンの子供」であり、子供が親との関係の中で人格を形成していくように、モータウンの大人たちの価値観や、会社との関係、会社への要求への対応の中で、自分を作っていったのであった。